# シクロモナス属
シクロモナス属はシクロモナス科の基準属でグラム陰性の非芽胞形成通性嫌気性桿菌。極鞭毛を持ち運動性極鞭毛を持ち運動性がある種と非運動性の種がある。基準種はシクロモナス・アンタルティカ。名称は冷たい個体を意味する。
オキシダーゼ陽性、カタラーゼ陽性。好圧細菌、好冷菌として知られ、極圏の海水や海溝の堆積物から発見されている。増殖に適した圧力が50MPaを超えるものがある。